# Fruto Chamorro
Fruto Chamorro Pérez (ur. 20 października 1804 w Gwatemali, zm. 12 marca 1855 niedaleko Granady) – nikaraguański polityk, pierwszy prezydent Nikaragui od 30 kwietnia 1854 do swej śmierci.